# Pseudoschwagerininae
Pseudoschwagerininae es una subfamilia de foraminíferos bentónicos de la familia Schwagerinidae, de la superfamilia Fusulinoidea, del suborden Fusulinina y del orden Fusulinida. Su rango cronoestratigráfico abarca desde el Stephaniense (Carbonífero superior) hasta el Murgabiense (Pérmico inferior).

## Discusión
Clasificaciones más recientes incluyen Pseudoschwagerininae en la superfamilia Schwagerinoidea, y en la subclase Fusulinana de la clase Fusulinata.

## Clasificación
Pseudoschwagerininae incluye a los siguientes géneros:
- Acervoschwagerina †
- Chalaroschwagerina †
- Cuniculinella †
- Daixina †
- Dutkevitchia †
- Eozellia †
- Klamathina †
- Occidentoschwagerina †
- Paraschwagerina †
- Praeparafusulina †
- Praepseudofusulina †
- Pseudoschwagerina †
- Robustoschwagerina †
- Rugososchwagerina †
- Zellia †

Otros géneros considerados en Pseudoschwagerininae son:
- Alpinoschwagerina †, aceptado como Pseudoschwagerina
- Bosbytauella †, aceptado como subgénero de Daixina, es decir, Daixina (Bosbytauella)
- Changmeia †, aceptado como subgénero de Paraschwagerina, es decir, Paraschwagerina (Changmeia)
- Cuniculina †, aceptado como subgénero de Chalaroschwagerina, es decir, Chalaroschwagerina (Cuniculina)
- Erkina †, aceptado como Pseudoschwagerina
- Kubergandella †
- Likharevites †
- Parazellia †, aceptado como Pseudoschwagerina
- Robustoschwagerinoides †, aceptado como subgénero de Robustoschwagerina, es decir, Robustoschwagerina (Robustoschwagerinoides)
- Ultradaixina †, aceptado como subgénero de Daixina, es decir, Daixina (Ultradaixina)